# آب‌گرم‌کن

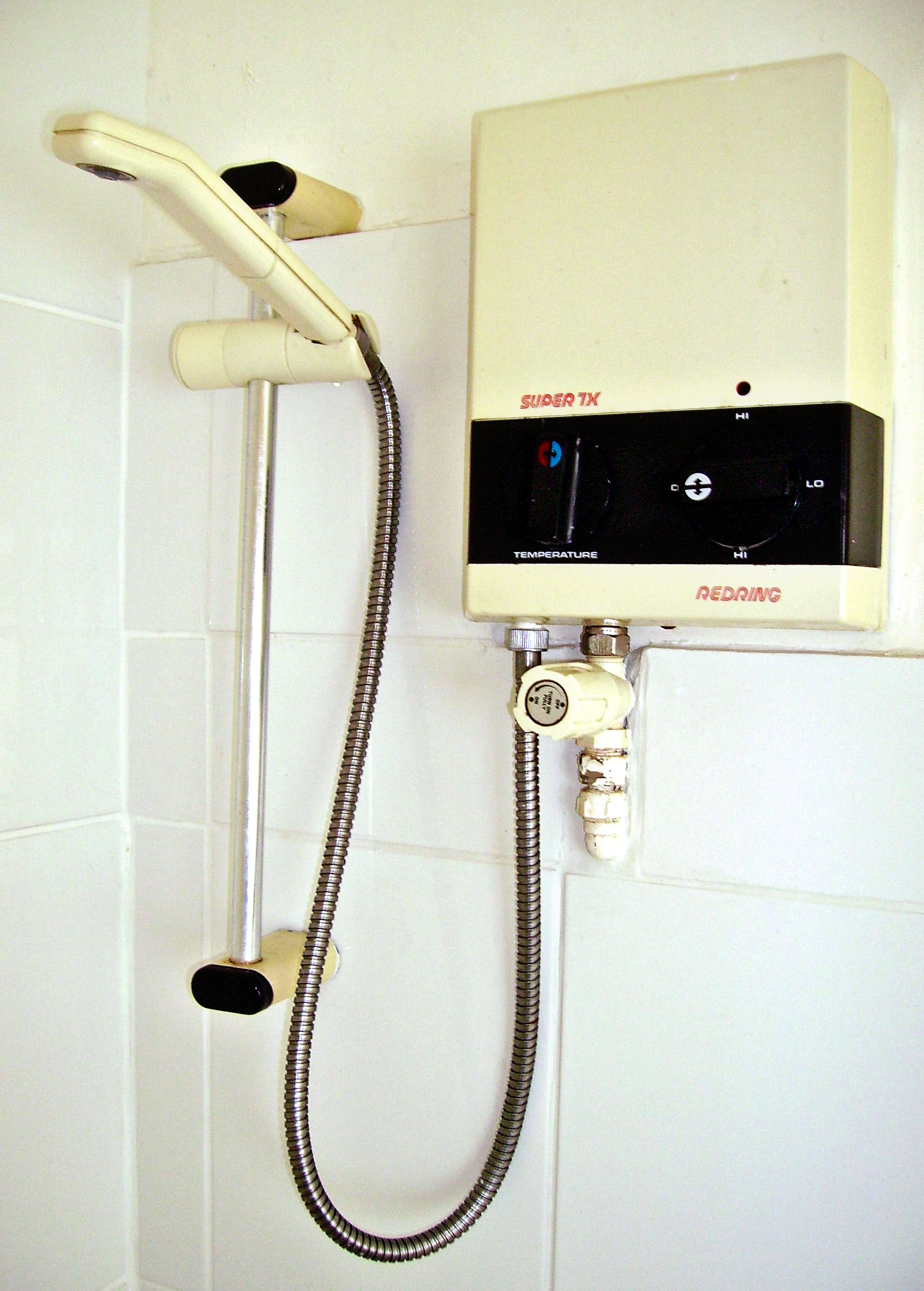

آب‌گرم‌کن (پکیج) دستگاهی است که برای گرم‌کردن آب برای مصارف خانگی یا صنعتی استفاده می‌شود. این دستگاه معمولاً از منابع انرژی مانند برق، گاز یا انرژی خورشیدی برای گرم کردن آب استفاده می‌کند که سپس در یک مخزن ذخیره می‌شود یا مستقیماً به محل مصرف منتقل می‌گردد. آب‌گرم‌کن‌ها معمولاً برای تامین آب گرم جهت حمام کردن، پخت و پز، تمیز کردن و گرمایش فضاها استفاده می‌شوند. انواع مختلفی از آب‌گرم‌کن‌ها وجود دارد، از جمله آب‌گرم‌کن‌های فوری (بدون مخزن)، آب‌گرم‌کن‌های ذخیره‌ای، و آب‌گرم‌کن‌های خورشیدی.
تعمیرات پکیج  (شوفاژ دیواری) شامل چندین مرحله است و بستگی به نوع مشکل دارد. اگر پکیج روشن نمی‌شود، ابتدا بررسی کنید که برق و گاز متصل باشد، فیوزها و سیم‌کشی را چک کنید و فشار آب را بررسی کنید که باید حداقل ۱ بار باشد. اگر آب گرم نمی‌شود، ممکن است شعله خاموش باشد، ترموستات و سنسور حرارتی را چک کنید، گرفتگی مبدل حرارتی می‌تواند علت باشد که در این صورت نیاز به رسوب‌زدایی دارد، همچنین پمپ و فشار آب را بررسی کنید. 
در صورتی که پکیج نشتی دارد، ممکن است مشکل از شیر اطمینان، اتصالات یا مبدل حرارتی باشد، بنابراین باید اتصالات را سفت کنید یا در صورت نیاز قطعه معیوب را تعویض کنید. اگر صدای غیرعادی از پکیج شنیده می‌شود، ممکن است هوا در سیستم باشد که باید هواگیری شود، یا پمپ خراب شده یا دچار رسوب‌گرفتگی باشد. 

## آشنایی
امروزه آبگرمکن‌ها با گاز کار می‌کنند که به صورت منبعی و دیواری وجود دارند آبگرمکن‌های منبعی یک منبع دارند که آب وارد آن‌ها می‌شود و با شعله‌ای که در زیر آن وجود دارد گرم می‌شود این آبگرمکن‌ها روی زمین قرار دارند و فضای نسبتاً زیادی را اشغال می‌کنند و مناسب خانه‌های ویلایی و بزرگ‌اند و قیمت چندان زیادی ندارند.
آبگرمکن‌های دیواری‌ روی دیوار نصب می‌شوند و فضایی را روی زمین اشغال نمی‌کنند و مناسب خانه‌های کوچک و آپارتمانی است این آبگرمکن‌ها دارایی شبکه‌ای از لوله‌ها هستند که معمولاً از جنس مس است این لوله‌ها با مشعلی که در زیر آن‌ها قرار دارد گرم می‌شوند و با عبور آن‌ها آب گرم می‌شود این آبگرمکن‌ها گران‌ترند.
آبگرمکن‌های خورشیدی گونه دیگری از آبگرمکن‌ها است با تابش خورشید به لوله‌های آن آب درون آن‌ها گرم می‌شود بدی این آبگرمکن‌ها این است که در روزهای ابری و مکان‌های سرد و کم‌آفتاب کارکرد خوبی ندارد.
اصولاً ایرادهایی که موجب تعمیر آبگرمکن می‌شود شامل موارد زیر می‌باشد:
- جرقه نزدن فندک یا ترموستات آبگرمکن

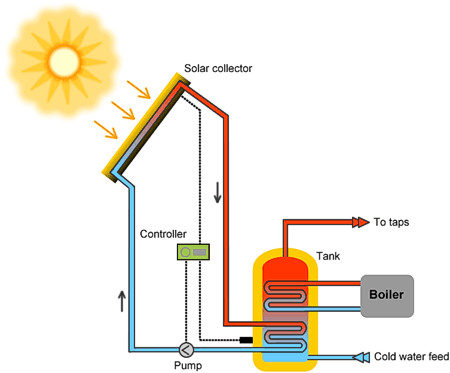
آبگرمکن خورشیدی

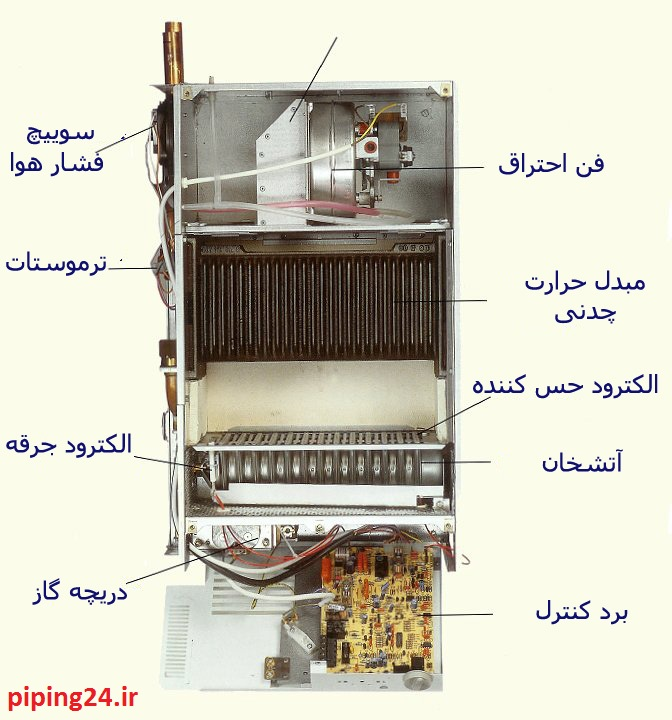
پکیج

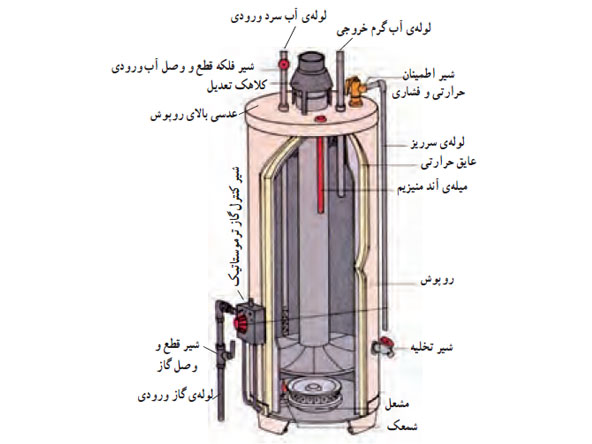
ابگرکن منبعی

- روشن نماندن شعله شمعک آبگرمکن
- گرم نشدن آب آبگرمکن
- کم شدن فشار آب آبگرمکن

## انواع آب‌گرم‌کن
- 1آب‌گرم‌کن زغالی
- 2آب‌گرم‌کن نفتی
- 3آب گرم‌کن گازی
- 4آب‌گرم‌کن خورشیدی
- آب‌گرم‌کن برقی
- آب‌گرم‌کن برقی بدون مخزن
- آب‌گرم‌کن بدون مخزن
- آب‌گرم‌کن متراکم

## آب‌گرم‌کن دیواری (پکیج دیواری)

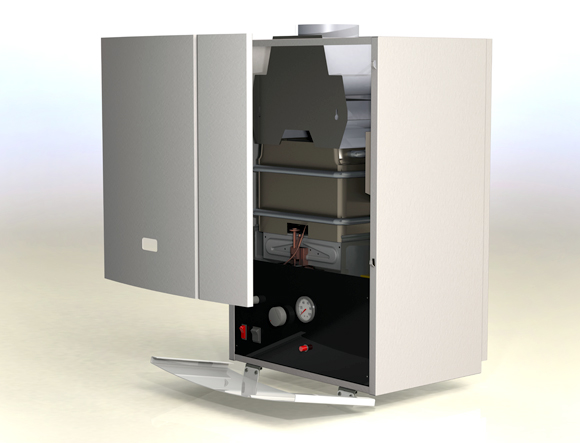
پکیج دیواری

پکیج دستگاهی گرمایشی است که به عنوان جایگزینی برای سیستم‌های گرمایشی به کار گرفته می‌شود. پکیج دیواری از اندازه کوچک‌تری نسبت به ‌آبگرمکن زمینی برخوردار است و از آبگرمکن‌های دیواری بزرگ‌تر است، که یکی از مزایای مهم کوچک بودن و فراهم کردن همزمان آب گرم و گرمایش ساختمان می‌باشد. در واقع پکیج به عنوان یک تأمین‌کننده سیستم گرمایش شوفاژها و تأمین دائمی آب گرم مورد نیاز خانه‌ها و ساختمان‌ها به کار برده می‌شود، که در سال‌های کنونی به جای شوفاژ خانه در ساختمان‌ها الزامی شده‌است.
انواع پکیج‌ها
در یک دسته‌بندی کلی می‌توان پکیج‌ها را در دو نوع پکیج‌های زمینی و پکیج‌های دیواری تقسیم کرد و از نظر منبع انرژی به پکیج گازی، پکیج گازوئیلی و پکیج برقی می‌توان اشاره کرد. در درجهٔ بعد پکیج‌ها در دو نوع دیجیتال و آنالوگ دسته‌بندی می‌شوند. در آخر پکیج‌ها در چهار نوع زیر دسته‌بندی می‌شوند. دو مبدل فن‌دار، تک مبدل فن‌دار، دومبدل بدون فن، تک مبدل بدون فن.
مشکلات احتمالی پکیج‌ها
پکیج‌های دیواری ممکن است مشکلات مختلفی داشته باشند که بیشتر این مشکلات به خاطر رسوب آب داخل مبدل‌های آن‌ها است. از جمله مشکلاتی که ممکن است برای یک پکیج پیش بیاید عبارت است از: 
1. افت فشار آب
2. خراب شدن فن پکیج
3. خرابی پرشر سوئیچ دود
4. گیرپاژ شدن پمپ پکیج
5. ضعیف شدن جرقه‌زن پکیج
6. روشن نشدن مشعل پکیج
7. خرابی میله یون و سیستم تشخیص شعله پکیج
8. افزایش فشار پکیج
9. خرابی فلوسوئیچ پکیج (نبود آب گرم)
10. رسوب داخل مبدل ثانویه (سرد و گرم شدن آب)
11. صدای زوزه پکیج
12. انسداد دودکش پکیج
13. ضربه قوچ در پکیج
14. گرم نشدن رادیاتورها
15. پایین رفتن دمای رادیاتورها هنگام استفاده از آب مصرفی

## ساختار آب‌گرم‌کن‌ها
آب‌گرم‌کن‌ها به صورت کلی شامل چند بخش اصلی هستند که با همکاری یکدیگر آب را گرم می‌کنند. در اینجا ساختار کلی و نحوه کار یک آب‌گرم‌کن معمولی توضیح داده شده‌است:
1. مخزن (در آب‌گرم‌کن‌های مخزن‌دار):
  - مخزن: محفظه‌ای که آب سرد را دریافت کرده و آب گرم را نگه می‌دارد.
  - عایق حرارتی: لایه‌ای از مواد عایق که به حفظ گرمای آب درون مخزن کمک می‌کند.
2. المنت حرارتی یا مشعل:
  - المنت برقی: در آب‌گرم‌کن‌های برقی، المنت‌های حرارتی درون مخزن یا در نزدیکی مسیر آب قرار دارند.
  - مشعل گازی: در آب‌گرم‌کن‌های گازی، مشعل در پایین مخزن قرار دارد و با سوختن گاز، آب را گرم می‌کند.
3. ترموستات:
  - دستگاهی که دمای آب را اندازه‌گیری کرده و المنت یا مشعل را برای حفظ دمای مطلوب کنترل می‌کند.
4. لوله‌های ورودی و خروجی:
  - لوله ورودی آب سرد: آب سرد را از سیستم لوله‌کشی خانه به داخل مخزن می‌آورد.
  - لوله خروجی آب گرم: آب گرم را از بالای مخزن به سیستم لوله‌کشی خانه منتقل می‌کند.
5. شیر اطمینان:
  - یک دستگاه ایمنی که در صورت افزایش بیش از حد فشار یا دمای داخل مخزن، آب را آزاد می‌کند تا از انفجار یا آسیب جلوگیری شود.

## نحوه کار آب‌گرم‌کن
1. ورود آب سرد:
  - آب سرد از طریق لوله ورودی وارد مخزن می‌شود.
2. گرمایش آب:
  - المنت برقی یا مشعل گازی فعال می‌شود تا آب درون مخزن یا در مسیر عبور آب را گرم کند.
  - در آب‌گرم‌کن‌های برقی، المنت‌ها انرژی الکتریکی را به گرما تبدیل می‌کنند.
  - در آب‌گرم‌کن‌های گازی، سوختن گاز حرارت تولید کرده و آب را گرم می‌کند.
3. کنترل دما:
  - ترموستات دمای آب را اندازه‌گیری می‌کند و هنگامی که آب به دمای تنظیم شده رسید، المنت یا مشعل را خاموش می‌کند.
  - اگر دمای آب پایین بیاید، ترموستات مجدداً المنت یا مشعل را روشن می‌کند تا آب گرم بماند.
4. تامین آب گرم:
  - آب گرم از طریق لوله خروجی به سمت شیرهای آب گرم در خانه یا ساختمان منتقل می‌شود.
  - هر زمان که شیر آب گرم باز شود، آب سرد جدید وارد مخزن می‌شود و فرایند گرمایش مجدداً آغاز می‌شود.

## تعمیر پکیج
علت این‌که تعمیرکاران پکیج توصیه می‌کنند تا به‌طور مرتب، پکیج‌های خود را سرویس کنید این است که متحمل هزینه‌های سنگین‌تری برای تعمیر یا تعویض دستگاه خود نشوید. پکیج‌ها بر اساس میزان استفاده‌ای که دارند، عمر مفیدی برای آن‌ها تعریف می‌شود. این زمان می‌تواند با نگهداری درست و اصولی افزایش یا کاهش پیدا کند. با توجه به قیمت بالای خرید این دستگاه‌ها، روش مقرون‌به‌صرفه پیشنهادی، همان سرویس و رفع مشکلات جزئی ایجادشده است. در نظر داشته باشید که سرویس و تعمیر انواع دستگاه‌های گرمایشی را به افراد متخصص بسپارید و درصورتی‌که شما مهارت و تخصصی در این زمینه ندارید، این کار تخصصی را انجام ندهید. به هنگام سرویس پکیج باید موارد زیر را بررسی کرد و مشکلات احتمالی را رفع کرد:
- بررسی پمپ پکیج
- رسوب‌گیری لوله‌های پکیج
- تمیز کردن جرقه‌زن
- تمیز کردن گردوخاک دستگاه،
- تمیز کردن دودکش
- تمیز کردن مشعل
- بررسی ترموستات
- و…

## نکات ایمنی
- شیر اطمینان: برای جلوگیری از افزایش فشار و دما، شیر اطمینان در صورت لزوم آب را آزاد می‌کند.
- عایق حرارتی: به حفظ انرژی و کاهش مصرف انرژی کمک می‌کند.

به این ترتیب، آب‌گرم‌کن‌ها به صورت خودکار و مداوم آب گرم را برای مصارف خانگی و صنعتی تامین می‌کنند.